# Euxanthus ruali
Euxanthus ruali is een krabbensoort uit de familie van de Xanthidae. De wetenschappelijke naam van de soort is voor het eerst geldig gepubliceerd in 1971 door Guinot.